# Benthana taeniata
Benthana taeniata är en kräftdjursart som beskrevs av Paulo Agostinho de Matos Araujo och Buckup 1994. Benthana taeniata ingår i släktet Benthana och familjen Philosciidae. Inga underarter finns listade i Catalogue of Life.